# رومی پیترز
رومی پیترز (انگلیسی: Rotimi Peters؛ زادهٔ ۱۸ دسامبر ۱۹۵۵) ورزشکار دو و میدانی، و دونده اهل نیجریه است.